# جيم جورج
جيم جورج (بالإنجليزية: Jim George) هو رباع أمريكي، ولد في 1 يونيو 1935 في آكرون في الولايات المتحدة.

## وصلات خارجية
- جيم جورج على موقع أوليمبيديا (الإنجليزية)